# Passion Alaska
Passion Alaska est un documentaire réalisé par Mathieu Wenger accompagné par Jean-Philippe Rapp. Le film a pour sujet la vie de Nicolas Reymond qui partage sa vie entre Les Bioux en Suisse et l’Alaska où il passe 6 mois par an dans une cabane au fond des bois,. Le film permet notamment des paysages sauvages alerte sur les dangers qui guettent cette région jusqu’ici préservée en particulier la chasse aux ours depuis des avions.